# Obstrukcja parlamentarna
Obstrukcja parlamentarna – stosowanie przez parlamentarzystów wszelkich środków prawnych, przewidzianych w konstytucji lub ustawach, w celu uniemożliwienia prowadzenia obrad lub uchwalenia ustawy przez parlament.
Ma ona dwie formy: formę „obstrukcji niewłaściwej”, która powoduje fizyczne zakłócenie pracy izby, oraz formę „obstrukcji technicznej”, która ma na celu zamanifestowanie tego, iż ktoś pełni funkcję opozycji parlamentarnej. Jest używana jako instrument mniejszości przeciw większości parlamentarnej poprzez używanie wszelkich praw danych parlamentarzystom zgodnie z konstytucją lub innymi regulaminami.
W skład owych uprawnień należy zaliczyć:
- możliwość dojścia do głosu we wszystkich etapach ustalania pewnych rzeczy w parlamencie (np. uchwalanie ustawy)
- możliwość zgłaszania poprawek
- możliwość uzupełniania porządku obrad
- możliwość wnoszenia pytań.

## Historia
Oficjalnie sformułowanie to po raz pierwszy pojawiło się w Wielkiej Brytanii w 1877, gdy Izba Gmin ustanowiła, iż mogą być karani posłowie, którzy przerwą obrady bez żadnej uzasadnionej przyczyny. 
W Polsce pojawiło się to pod nazwą liberum veto, które pozwalało jednemu posłowi na przerwanie i zerwanie prac całego sejmu. W 1652 w Polsce liberum veto zostało użyte po raz pierwszy przez posła Władysława Sicińskiego.

## Obstrukcja na świecie

### Stany Zjednoczone
W USA owo zjawisko znane jest pod nazwą filibuster (słowo pochodzące od flibustierów). Charakterystyczna jest w tym względzie procedura polegająca na tym, że aby w Senacie zainicjować zamknięcie debaty, potrzebny jest wniosek minimum 16 senatorów, wniosek ten może być głosowany po upływie jednego pełnego dnia, zaś do jego uchwalenia potrzebna jest większość 3/5 głosów pełnego składu Senatu (a w kwestiach regulaminu Senatu 2/3 głosów głosujących senatorów; zaś w kwestiach zatwierdzenia urzędników na stanowiskach, na które mianuje Prezydent, obecnie wystarcza zwykła większość, czyli obstrukcja nie jest skuteczna); jeśli wniosek ten zostanie uchwalony, możliwe jest jednak zarządzenie 100 godzin debaty, po godzinie dla każdego senatora.

### Polska
W Polsce zjawisko to jest pod kontrolą przez:
1. uchwalanie projektów pilnych
2. skrócenie czasu pracy nad projektami w Sejmie i Senacie
3. zamknięcie dyskusji
4. głosowanie w Sejmie nad „tekstem jednolitym” projektu ustawy, przygotowanym przez komisje, nie zaś nad poszczególnymi poprawkami zgłoszonymi przez posłów w trakcie debaty
5. odpowiednią kolejność głosowania wniosków w Senacie, która zostanie przyjęta
6. przyjęcie lub odrzucenie większości wniosków formalnych.